# 阮氏玉琂
安義公主阮氏玉琂（越南语：／；1804年8月11日—1856年），阮朝嘉隆帝第十女，生母是德妃黎氏評。
嘉隆三年七月七日（1804年8月11日），阮氏玉琂生於順化皇城。明命四年（1823年），公主20歲，下嫁悅郡公黎文悅養子、黎文豐長子黎文燕。明命十六年（1835年），駙馬黎文燕因黎文悅之案連坐而死。嗣德七年（1854年），嗣德帝封玉琂為安義公主。嗣德九年（1856年），公主去世，享年五十三歲，諡貞麗。
安義公主育有三子。